# جون أرلدج
جون أرلدج (بالإنجليزية: John Arledge)‏ مواليد 12 مارس 1906 في تكساس، الولايات المتحدة - الوفاة 15 مايو 1947 في هوليوود، كاليفورنيا، الولايات المتحدة، هو ممثل أمريكي بدأ مسيرته الفنية سنة 1930.

## الأعمال
- ملك الجاز
- مشية المغازلة
- ذهب مع الريح
- عناقيد الغضب

## روابط خارجية
- جون أرلدج على موقع IMDb (الإنجليزية)
- جون أرلدج على موقع ألو سيني (الفرنسية)
- جون أرلدج على موقع أول موفي (الإنجليزية)
- جون أرلدج على موقع قاعدة بيانات الأفلام السويدية (السويدية)
- جون أرلدج على موقع قاعدة بيانات الفيلم (الإنجليزية)
- جون أرلدج على موقع كينوبويسك (الروسية)